# Alto do Rodrigues
Alto do Rodrigues är en kommun i Brasilien.   Den ligger i delstaten Rio Grande do Norte, i den östra delen av landet, 1 700 km nordost om huvudstaden Brasília. Antalet invånare är 12 306.
Omgivningarna runt Alto do Rodrigues är huvudsakligen savann. Runt Alto do Rodrigues är det ganska tätbefolkat, med 52 invånare per kvadratkilometer.